# Acacia allenii
Acacia allenii é uma espécie de leguminosa do gênero Acacia, pertencente à família Fabaceae.